# 사회문화적 진화
사회문화적 진화(社會文化的進化)는 사회진화론의 문화적 진화 이론을 기술하는 포괄적인 용어이다. 어떻게 사회와 문화가 시간에 지남에 따라 변화하는지를 설명하는 용어이다. 사회문화적 개발은 사회와 문화가 복잡성이 증가하는 과정만을 나타내는 반면에 사회문화적 진화는 복잡성이 감소하기도 하고 복잡성의 변화 없이 다양한 변화를 만들어 내기도 하는 과정 또한 포함한다.
19세기에는 모든 사회가 일정한 진화 과정을 따른다고 생각하고 인류 전체의 진화 과정을 설명하는 하나의 모델을 만드는 것을 주요한 목표로 삼았다. 하지만 최근에는 이런 생각이 힘을 잃고 개별적인 사회에 초점을 맞추어 연구가 진행되고 있다.

## 같이 보기
- 사회진화론